# Miroslav Vaic
Miroslav Vaic (14. září 1946 Klatovy – 24. května 2025) byl český filmový a televizní scenárista, autor rozhlasových her a novinář.

## Život
Narodil se 14. září 1946 v Klatovech. Maturoval na Střední průmyslové škole strojnické v Plzni. 1965 – 1967 absolvoval vojenskou službu. 1970 – 75 studoval na FAMU obor scenáristika a dramaturgie. Diplomní práce: Televizní seriál. Šestnáct let byl scenáristou a dramaturgem Filmového studia Barrandov. V letech 1991 až 1995 pracoval jako novinář. Jeho častým spolupracovníkem byl režisér, scenárista a producent Jaroslav Soukup.
Miroslav Vaic byl ženatý, měl dvě děti Martina a Julii, vnoučata Šimona a Bereniku, pravnoučata Karolínku a Šimonka.
Zemřel 24. května 2025 ve věku nedožitých 79 let.

## Dílo

### Filmové scénáře
- 1976 Boty plné vody
- 1981 Dostih
- 1982 Vítr v kapse
- 1984 Láska z pasáže
- 1986 Papilio
- 1987 Hauři
- 1988 Kamarád do deště
- 1989 Masseba
- 1992 Kamarád do deště II – Příběh z Brooklynu
- 1993 Svatba upírů
- 1995 Byl jednou jeden polda
- 1997 Byl jednou jeden polda II – Major Maisner opět zasahuje!
- 1999 Byl jednou jeden polda III – Major Maisner a tančící drak

### Filmová dramaturgie
- 1977 Zlaté rybky
- 1979 Tím pádem
- 1979 Žena pro tři muže
- 1979 Drsná planina
- 1981 Poslední leč
- 1984 Všichni musí být v pyžamu
- 1984 Kouzelníkův návrat
- 1984 Sestřičky
- 1986 Citlivá místa
- 1990 Svědek umírajícího času

### Scénáře televizních filmů
- 1989 Jak je důležité míti Filipa
- 1990 Švédská mísa
- 2005 Dámský gambit
- 2006 Manželé roku 2006

### Televizní seriály
- 1995 Nováci – 17 epizod
- 1998 Policajti z předměstí – 21 epizod
- 2005 To nevymyslíš – 7 epizod
- 2005 Eden – 6 epizod
- 2006 Místo v životě – dvě epizody
- 2006 3 + 1 s Miroslavem Donutilem – 5 epizod
- 2008 Místo v životě II – 15 epizod
- 2014 Kriminálka Anděl  IV – 13 epizod
- 2015 Policie Modrava – 16 epizod
- 2017 Policie Modrava II – 8 epizod
- 2019 Policie Modrava III - 8 epizod
- 2020 Místo zločinu Ostrava - 5 epizod
- 2021 Policie Modrava IV - 8 epizod
- 2022 Místo zločinu České Budějovice - 4 epizody
- 2023 Kriminálka Anděl V - jedna epizoda

### Rozhlasové hry
- 1981 Vážka
- 1981 Mimo hlavní akta
- 1984 Noční motýl
- 1988 Pohrdání
- 1993 Pes, základ rodiny a státu

### Herecká filmografie
- 1986 Velká filmová loupež (komedie, rež. O. Lipský)
- 2002 Tváře českého filmu (dokumentární cyklus ČT)